# Colin Coates

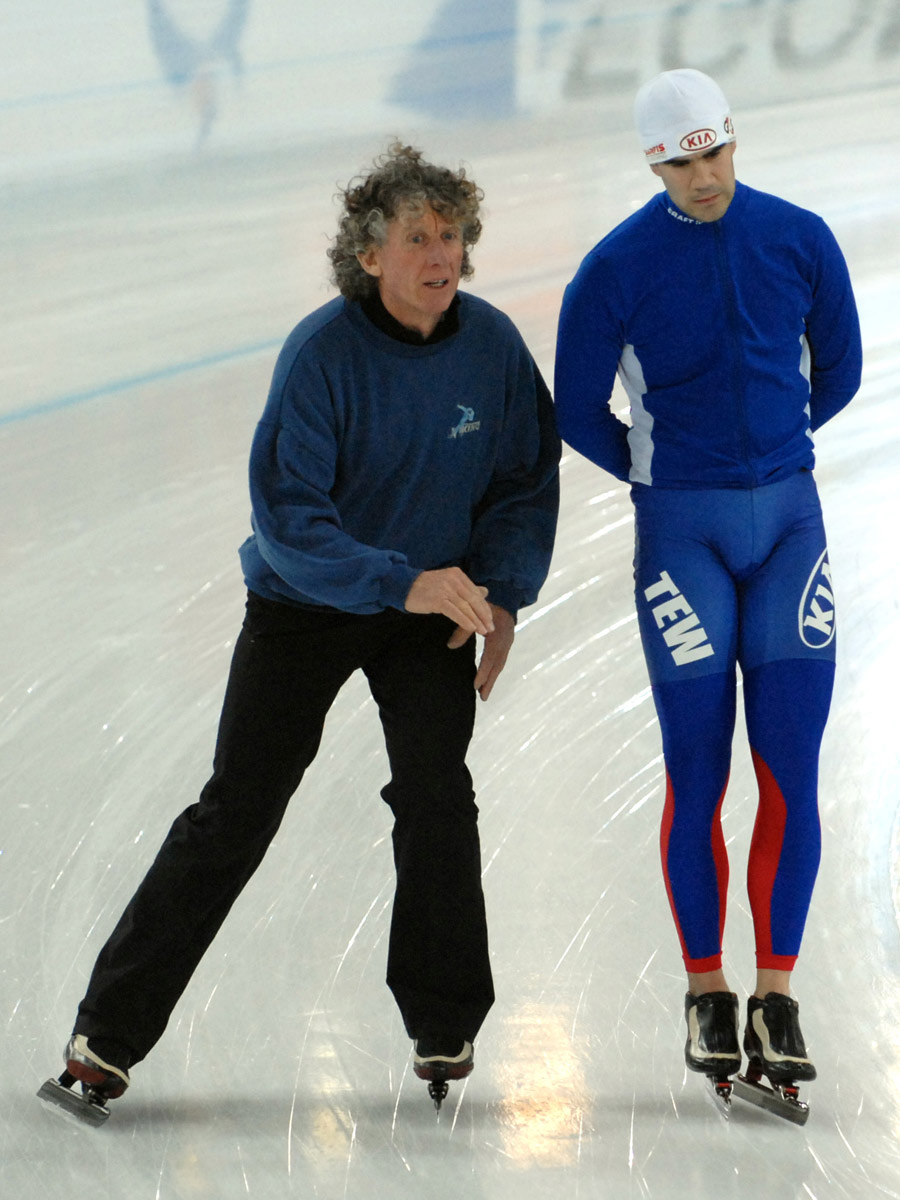
Colin Coates (links) als trainer met zijn pupil Pascal Briand

Colin Victor Coates (Richmond, New South Wales, 4 april 1946) is een Australisch voormalig schaatser en wedstrijdzeiler.

## Biografie
Coates is de beste langeafstandsschaatser uit Australië aller tijden. Hij was de eerste die als schaatser een land op zes achtereenvolgende Olympische Winterspelen vertegenwoordigde (1968-1988). Zijn eerste Olympische Spelen waren de Winterspelen van 1968 in Grenoble. Hij was de vlaggendrager van het Australische team tijdens de winterspelen van 1976 en 1984. Aan het WK Allround en WK Sprint nam hij respectievelijk dertien keer en zeven keer deel. Hij was vooral sterk op de lange afstanden. Op het WK Allround van 1974 behaalde hij zijn beste resultaat, hij werd elfde in het eindklassement. Op de tien kilometer van 1976 eindigde hij als zesde. Tussen 1968 en 1984 nam hij dertien keer deel aan de WK allround en haalde hij zeven maal het eindklassement.
Na zijn actieve schaatscarrière werd Coates schaatscoach, ook enige tijd als nationale bondscoach. Hij leidde een aantal Australische schaatsers op, onder wie Danny Kah en Mike Richmond, die hij begeleidde naar de Olympische Spelen in Calgary in 1988. Tijdens deze spelen schreef hij zichzelf in voor de tien kilometer, die oorspronkelijk door Kah geschaatst zou worden. Op die afstand behaalde hij de 26e plaats op 41-jarige leeftijd. Tevens haalde hij daarbij 30 seconden af van zijn persoonlijk record op die afstand.
Na zijn schaatscarrière was hij actief in de bergsport en het wielrennen op de lange afstand. In 1983 won hij de Noorse klassieker  Den Store Styrkeprøven (Trondheim-Oslo, 560 kilometer). Daar finishte hij als eerste ooit onder de vijftien uur. Ook fietste hij in 80 dagen rond de wereld.
Coates deed mee aan de Elfstedentocht op de schaats en op de fiets (tien keer). Ook nam hij als bemanningslid deel aan de Volvo Ocean Race 2001-2002. Tegenwoordig woont Coates in Noorwegen waar hij werkt als timmerman en als deeltijdcoach van schaatsers. In 2009 begeleidde hij de Franse deelnemers bij de wereldkampioenschappen in Noorwegen. Ook was hij de persoonlijke trainer van de Franse schaatser Pascal Briand in diens voorbereiding op de Olympische Winterspelen van Vancouver 2010.

## Persoonlijke records
| Afstand      | Tijd     | Datum            | Baan    |
| ------------ | -------- | ---------------- | ------- |
| 500 meter    | 40,14    | 13 maart 1976    | Inzell  |
| 1000 meter   | 1.19,47  | 13 maart 1976    | Inzell  |
| 1500 meter   | 2.00,79  | 26 januari 1979  | Davos   |
| 3000 meter   | 4.16,65  | 25 januari 1979  | Davos   |
| 5000 meter   | 7.12,95  | 7 januari 1984   | Inzell  |
| 10.000 meter | 14.41,88 | 21 februari 1988 | Calgary |

## Belangrijke resultaten
| Jaar | WK Allround | WK Sprint | Olympische Spelen                                |
| ---- | ----------- | --------- | ------------------------------------------------ |
| 1968 | NC30        |           | 41e 500m 49e 1500m                               |
|      |             |           |                                                  |
| 1972 | NC23        | 21e       | 26e 500m 24e 1500m 23e 5000m 18e 10.000m         |
| 1973 | 13e         | 27e       |                                                  |
| 1974 | 11e         | 29e       |                                                  |
| 1975 | 15e         | 30e       |                                                  |
| 1976 | 12e         |           | 25e 500m 11e 1000m 8e 1500m 10e 5000m 6e 10.000m |
| 1977 | 13e         |           |                                                  |
| 1978 | 15e         | 23e       |                                                  |
| 1979 | 14e         | 24e       |                                                  |
| 1980 | NC26        | 26e       | 29e 1000m NS 1500m 19e 5000m 18e 10.000m         |
| 1981 | NC28        |           |                                                  |
|      |             |           |                                                  |
| 1983 | NC34        |           |                                                  |
| 1984 | NC32        |           | 37e 1500m 25e 5000m 22e 10.000m                  |
|      |             |           |                                                  |
| 1988 |             |           | 26e 10.000m                                      |